# Seria GP2 – Hungaroring 2010
Runda GP2 na torze Hungaroring – siódma runda mistrzostw serii GP2 w sezonie 2010.

## Wyniki

### Sesja treningowa
| Nr | Kierowca            | Konstruktor      | Czas     | Okr. |
| -- | ------------------- | ---------------- | -------- | ---- |
| 3  | Giedo van der Garde | Barwa Addax Team | 1:28,188 | 15   |

### Kwalifikacje
Źródło: Autosport
| Poz. | Nr | Kierowca            | Konstruktor             | Czas     | Poz. s. |
| ---- | -- | ------------------- | ----------------------- | -------- | ------- |
| 1    | 2  | Sam Bird            | ART Grand Prix          | 1:27,864 | 1       |
| 2    | 10 | Davide Valsecchi    | iSport International    | 1:27,907 | 2       |
| 3    | 9  | Oliver Turvey       | iSport International    | 1:27,976 | 3       |
| 4    | 15 | Pastor Maldonado    | Rapax Team              | 1:28,134 | 4       |
| 5    | 8  | Christian Vietoris  | Racing Engineering      | 1:28,225 | 5       |
| 6    | 20 | Alberto Valerio     | Scuderia Coloni         | 1:28,245 | 6       |
| 7    | 4  | Sergio Pérez        | Barwa Addax Team        | 1:28,273 | 7       |
| 8    | 27 | Giacomo Ricci       | David Price Racing      | 1:28,277 | 8       |
| 9    | 25 | Michael Herck       | David Price Racing      | 1:28,337 | 9       |
| 10   | 3  | Giedo van der Garde | Barwa Addax Team        | 1:28,357 | 10      |
| 11   | 1  | Jules Bianchi       | ART Grand Prix          | 1:28,375 | 11      |
| 12   | 11 | Jérôme d’Ambrosio   | DAMS                    | 1:28,378 | 12      |
| 13   | 7  | Dani Clos           | Racing Engineering      | 1:28,483 | 13      |
| 14   | 16 | Charles Pic         | Arden International     | 1:28,536 | 14      |
| 15   | 6  | Marcus Ericsson     | Super Nova Racing       | 1:28,613 | 15      |
| 16   | 12 | Ho-Pin Tung         | DAMS                    | 1:28,622 | 16      |
| 17   | 14 | Luiz Razia          | Rapax Team              | 1:28,710 | 17      |
| 18   | 19 | Fabio Leimer        | Ocean Racing Technology | 1:28,718 | 18      |
| 19   | 24 | Adrian Zaugg        | Trident Racing          | 1:28,727 | 19      |
| 20   | 5  | Luca Filippi        | Super Nova Racing       | 1:28,924 | 20      |
| 21   | 22 | Johnny Cecotto Jr.  | Trident Racing          | 1:28,968 | 21      |
| 22   | 21 | Władimir Arabadżiew | Scuderia Coloni         | 1:29,141 | 22      |
| 23   | 18 | Max Chilton         | Ocean Racing Technology | 1:29,219 | 23      |
| 24   | 17 | Rodolfo González    | Arden International     | 1:30,129 | 24      |
| Poz. | Nr | Kierowca            | Konstruktor             | Czas     | Poz. s. |

## Wyniki

### Główny wyścig

#### Wyścig
Źródło: Wyprzedź Mnie!
| P                 | + / –     | Nr | Kierowca            | Konstruktor             | Okr. | Czas / Strata | Komentarz |
| ----------------- | --------- | -- | ------------------- | ----------------------- | ---- | ------------- | --------- |
| 1                 | 3         | 15 | Pastor Maldonado    | Rapax Team              | 37   | 1h18m45,734   |           |
| 2                 | 3         | 8  | Christian Vietoris  | Racing Engineering      | 37   | +0:05,865     |           |
| 3                 | 4         | 4  | Sergio Pérez        | Barwa Addax Team        | 37   | +0:06,511     |           |
| 4                 | 1         | 9  | Oliver Turvey       | iSport International    | 37   | +0:07,109     |           |
| 5                 | 5         | 3  | Giedo van der Garde | Barwa Addax Team        | 37   | +0:10,225     |           |
| 6                 | 6         | 11 | Jérôme d’Ambrosio   | DAMS                    | 37   | +0:12,044     |           |
| 7                 | 2         | 25 | Michael Herck       | David Price Racing      | 37   | +0:12,487     |           |
| 8                 | Bez zmian | 27 | Giacomo Ricci       | David Price Racing      | 37   | +0:12,941     |           |
| 9                 | 7         | 10 | Davide Valsecchi    | iSport International    | 37   | +0:13,538     |           |
| 10                | 7         | 14 | Luiz Razia          | Rapax Team              | 37   | +0:14,381     |           |
| 11                | 3         | 16 | Charles Pic         | Arden International     | 37   | +0:18,640     |           |
| 12                | 3         | 6  | Marcus Ericsson     | Super Nova Racing       | 37   | +0:21,705     |           |
| 13                | 12        | 2  | Sam Bird            | ART Grand Prix          | 37   | +0:25,344     |           |
| 14                | 6         | 5  | Luca Filippi        | Super Nova Racing       | 37   | +0:28,060     |           |
| 15                | 4         | 24 | Adrian Zaugg        | Trident Racing          | 37   | +0:29,716     |           |
| 16                | 3         | 7  | Dani Clos           | Racing Engineering      | 37   | +0:30,498     |           |
| 17                | 6         | 18 | Max Chilton         | Ocean Racing Technology | 37   | +0:32,154     |           |
| 18                | 4         | 21 | Władimir Arabadżiew | Scuderia Coloni         | 36   | +1 okr        |           |
| Niesklasyfikowani |           |    |                     |                         |      |               |           |
|                   |           | 20 | Alberto Valerio     | Scuderia Coloni         | 24   |               |           |
|                   |           | 19 | Fabio Leimer        | Ocean Racing Technology | 14   |               |           |
|                   |           | 22 | Johnny Cecotto Jr.  | Trident Racing          | 9    |               |           |
|                   |           | 1  | Jules Bianchi       | ART Grand Prix          | 0    |               |           |
|                   |           | 12 | Ho-Pin Tung         | DAMS                    | 0    |               |           |
|                   |           | 17 | Rodolfo González    | Arden International     | 0    |               |           |
| P                 | + / –     | Nr | Kierowca            | Konstruktor             | Okr. | Czas / Strata | Komentarz |

#### Najszybsze okrążenie
| Nr | Kierowca         | Konstruktor | Czas     | Okr. |
| -- | ---------------- | ----------- | -------- | ---- |
| 15 | Pastor Maldonado | Rapax Team  | 1:30,767 | 21   |

### Sprint

#### Wyścig
Źródło: Wyprzedź Mnie!
| P                                                     | + / – | Nr | Kierowca            | Konstruktor             | Okr. | Czas / Strata | Komentarz |
| ----------------------------------------------------- | ----- | -- | ------------------- | ----------------------- | ---- | ------------- | --------- |
| 1                                                     | 7     | 27 | Giacomo Ricci       | David Price Racing      | 28   | 42:56,588     |           |
| 2                                                     | 3     | 8  | Christian Vietoris  | Racing Engineering      | 28   | +0:07,097     |           |
| 3                                                     | 6     | 10 | Davide Valsecchi    | iSport International    | 28   | +0:16,712     |           |
| 4                                                     | 2     | 3  | Giedo van der Garde | Barwa Addax Team        | 28   | +0:19,708     |           |
| 5                                                     | 2     | 9  | Oliver Turvey       | iSport International    | 28   | +0:20,655     |           |
| 6                                                     | 8     | 5  | Luca Filippi        | Super Nova Racing       | 28   | +0:22,383     |           |
| 7                                                     | 9     | 7  | Dani Clos           | Racing Engineering      | 28   | +0:26,885     |           |
| 8                                                     | 7     | 24 | Adrian Zaugg        | Trident Racing          | 28   | +0:30,078     |           |
| 9                                                     | 2     | 16 | Charles Pic         | Arden International     | 28   | +0:31,327     |           |
| 10                                                    | 2     | 6  | Marcus Ericsson     | Super Nova Racing       | 28   | +0:39,394     |           |
| 11                                                    | 9     | 19 | Fabio Leimer        | Ocean Racing Technology | 28   | +0:40,610     |           |
| 12                                                    | 7     | 20 | Alberto Valerio     | Scuderia Coloni         | 28   | +0:43,010     |           |
| 13                                                    | 8     | 22 | Johnny Cecotto Jr.  | Trident Racing          | 28   | +0:49,669     |           |
| 14                                                    | 4     | 21 | Władimir Arabadżiew | Scuderia Coloni         | 28   | +0:57,900     |           |
| 15                                                    | 9     | 17 | Rodolfo González    | Arden International     | 28   | +1:10,829     |           |
| 16                                                    | 1     | 18 | Max Chilton         | Ocean Racing Technology | 28   | +1:11,873     |           |
| Niesklasyfikowani                                     |       |    |                     |                         |      |               |           |
|                                                       |       | 11 | Jérôme d’Ambrosio   | DAMS                    | 12   |               |           |
|                                                       |       | 2  | Sam Bird            | ART Grand Prix          | 9    |               |           |
|                                                       |       | 25 | Michael Herck       | David Price Racing      | 9    |               |           |
|                                                       |       | 15 | Pastor Maldonado    | Rapax Team              | 6    |               |           |
|                                                       |       | 14 | Luiz Razia          | Rapax Team              | 2    |               |           |
|                                                       |       | 4  | Sergio Pérez        | Barwa Addax Team        | 2    |               |           |
| Nie wystartowali / niedopuszczeni do ponownego startu |       |    |                     |                         |      |               |           |
|                                                       |       | 1  | Jules Bianchi       | ART Grand Prix          |      |               | [ 4 ]     |
|                                                       |       | 12 | Ho-Pin Tung         | DAMS                    |      |               | [ 4 ]     |
| P                                                     | + / – | Nr | Kierowca            | Konstruktor             | Okr. | Czas / Strata | Komentarz |

#### Najszybsze okrążenie
| Nr | Kierowca      | Konstruktor        | Czas     | Okr. |
| -- | ------------- | ------------------ | -------- | ---- |
| 25 | Michael Herck | David Price Racing | 1:30,764 | 7    |

#### Premia za najszybsze okrążenie w TOP 10
| Nr | Kierowca      | Konstruktor        | Czas     | Okr. |
| -- | ------------- | ------------------ | -------- | ---- |
| 27 | Giacomo Ricci | David Price Racing | 1:31,060 | 6    |

## Lista startowa
| Team                          | Nr | Kierowca            |
| ----------------------------- | -- | ------------------- |
| ART Grand Prix                | 1  | Jules Bianchi       |
| ART Grand Prix                | 2  | Sam Bird            |
| Barwa Addax Team              | 3  | Giedo van der Garde |
| Barwa Addax Team              | 4  | Sergio Pérez        |
| Super Nova Racing             | 5  | Luca Filippi        |
| Super Nova Racing             | 6  | Marcus Ericsson     |
| Fat Burner Racing Engineering | 7  | Dani Clos           |
| Fat Burner Racing Engineering | 8  | Christian Vietoris  |
| iSport International          | 9  | Oliver Turvey       |
| iSport International          | 10 | Davide Valsecchi    |
| Renault F1 Junior Team        | 11 | Jérôme d’Ambrosio   |
| Renault F1 Junior Team        | 12 | Ho-Pin Tung         |
| Rapax Team                    | 14 | Luiz Razia          |
| Rapax Team                    | 15 | Pastor Maldonado    |
| Arden International           | 16 | Charles Pic         |
| Arden International           | 17 | Rodolfo González    |
| Ocean Racing Technology       | 18 | Max Chilton         |
| Ocean Racing Technology       | 19 | Fabio Leimer        |
| PPR.com Scuderia Coloni       | 20 | Alberto Valerio     |
| PPR.com Scuderia Coloni       | 21 | Władimir Arabadżiew |
| Trident Racing                | 22 | Johnny Cecotto Jr.  |
| Trident Racing                | 24 | Adrian Zaugg        |
| David Price Racing            | 25 | Michael Herck       |
| David Price Racing            | 27 | Giacomo Ricci       |